# Douville
Douville (okzitanisch Dovila) ist ein französischer Ort und eine Gemeinde (commune) mit 456 Einwohnern (Stand: 1. Januar 2022) im Département Dordogne in der Region Nouvelle-Aquitaine. Die Gemeinde besteht aus dem Hauptort sowie einigen Weilern (hameaux) und Einzelgehöften (fermes).

## Lage und Klima
Der Ort Douville liegt in der Kulturlandschaft des Périgord in einer Höhe von ca. 135 m; der ca. 2 km südlich gelegene Ortsteil Le Pont Saint-Mamet erstreckt sich am Ufer der Crempse. Die Stadt Périgueux ist gut 28 km (Fahrtstrecke) in nordöstlicher Richtung entfernt; die Stadt Bergerac befindet sich gut 21 km südwestlich. Das Klima ist gemäßigt; Regen (ca. 835 mm/Jahr) fällt übers Jahr verteilt.

## Bevölkerungsentwicklung
| Jahr      | 1800 | 1851  | 1901 | 1954 | 1999 | 2015 |
| Einwohner | 772  | 1.001 | 762  | 385  | 401  | 452  |

Der kontinuierliche Bevölkerungsrückgang in der ersten Hälfte des 20. Jahrhunderts ist im Wesentlichen auf die Mechanisierung der Landwirtschaft und die Aufgabe von bäuerlichen Kleinbetrieben zurückzuführen. Seit den 1980er Jahren ist wieder ein leichtes Bevölkerungswachstum zu verzeichnen.

## Wirtschaft
Die Bewohner der Gemeinde lebten jahrhundertelang als Selbstversorger von der Land- und Forstwirtschaft (Getreideanbau, Holzkohle); Obst und Gemüse wurden in den hauseigenen Gärten angebaut. Im Ort selbst haben sich Kleinhändler und Handwerker niedergelassen.

## Geschichte
Die ersten Erwähnungen des Ortsnamens Douvilla oder Dosvila stammen aus dem 13. und 15. Jahrhundert; die Kirche entstand jedoch erst im 16. Jahrhundert. Im Jahr 1794 schlossen sich die bis dahin selbständigen Gemeinden Douville und Le Pont-Saint-Mamet zusammen.

## Sehenswürdigkeiten
Douville
- Die Église Saint-Front stammt aus dem 16. Jahrhundert. Die eher schmucklose Kirche hat eine flachgeschlossene Apsis und einen dreieckigen Glockengiebel (clocher mur) im Westen.
- Das bereits im 8. Jahrhundert erwähnte Château de Roussille wechselte im Mittelalter, besonders aber im Verlauf des Hundertjährigen Krieges (1337–1453) wiederholt den Besitzer. In der Zeit der Französischen Revolution wurde es zerstört.[3]

Le Pont Saint-Mamet
- Auf dem Friedhof des Weilers Le Pont Saint-Mamet steht die ebenfalls aus dem 16. Jahrhundert stammende und dem legendenhaften Heiligen Mamas geweihte Église Saint Mamet. Auch sie verfügt über eine flachschließende Apsis und einen dreieckigen Glockengiebel.
- Das im 17. Jahrhundert erbaute Château de la Forge ist ein zweigeschossiger Bau mit Lukarnen. Es dient heute als Hotel.[4]
- Das Château de Saint-Mamet stammt aus dem 18. Jahrhundert. Es befindet sich in Privatbesitz.[5]
- Das Château de Lestaubiere ist ein Bau des 19. Jahrhunderts und dient heute als Hotel.[6]

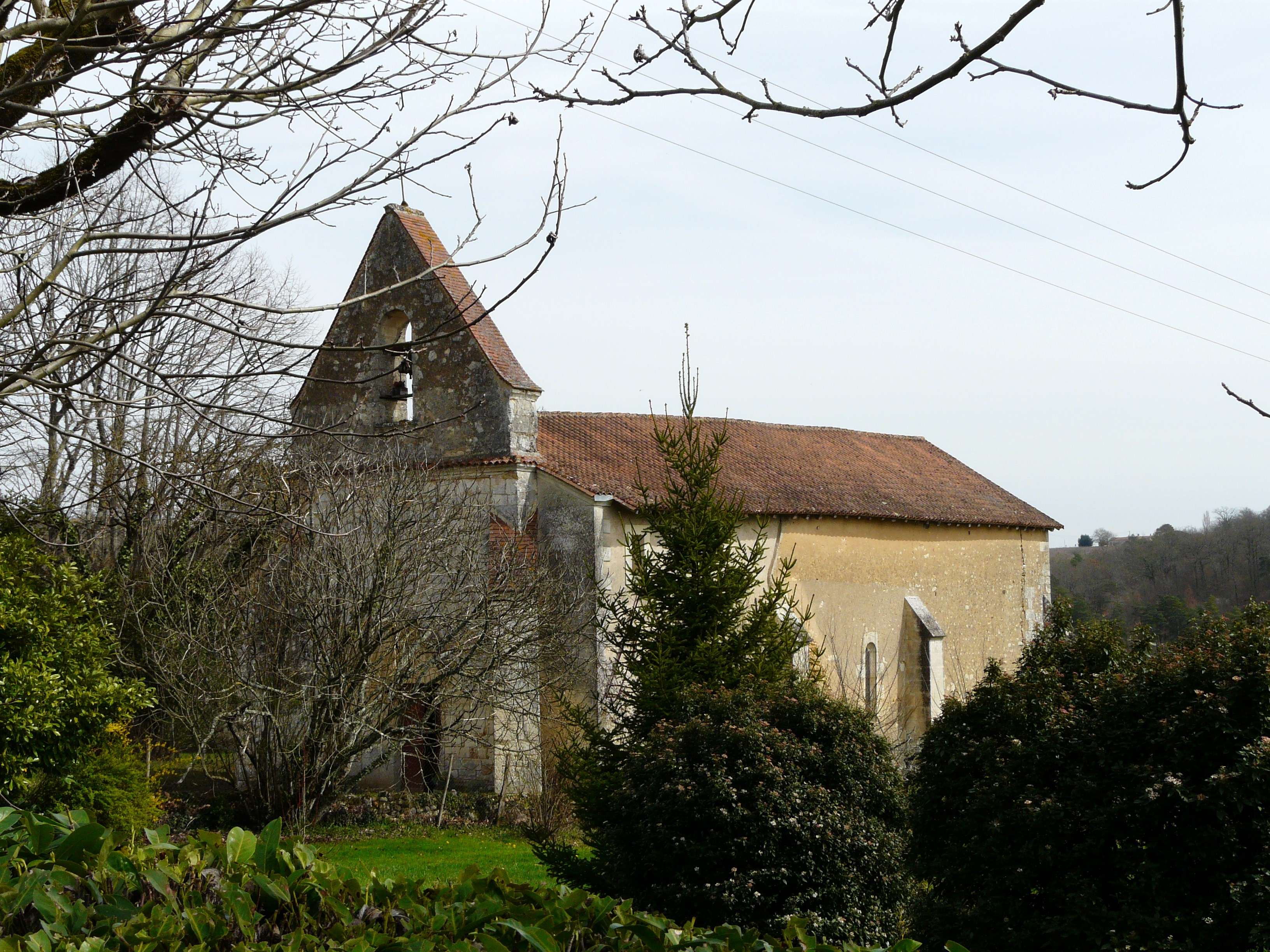
Église Saint-Front
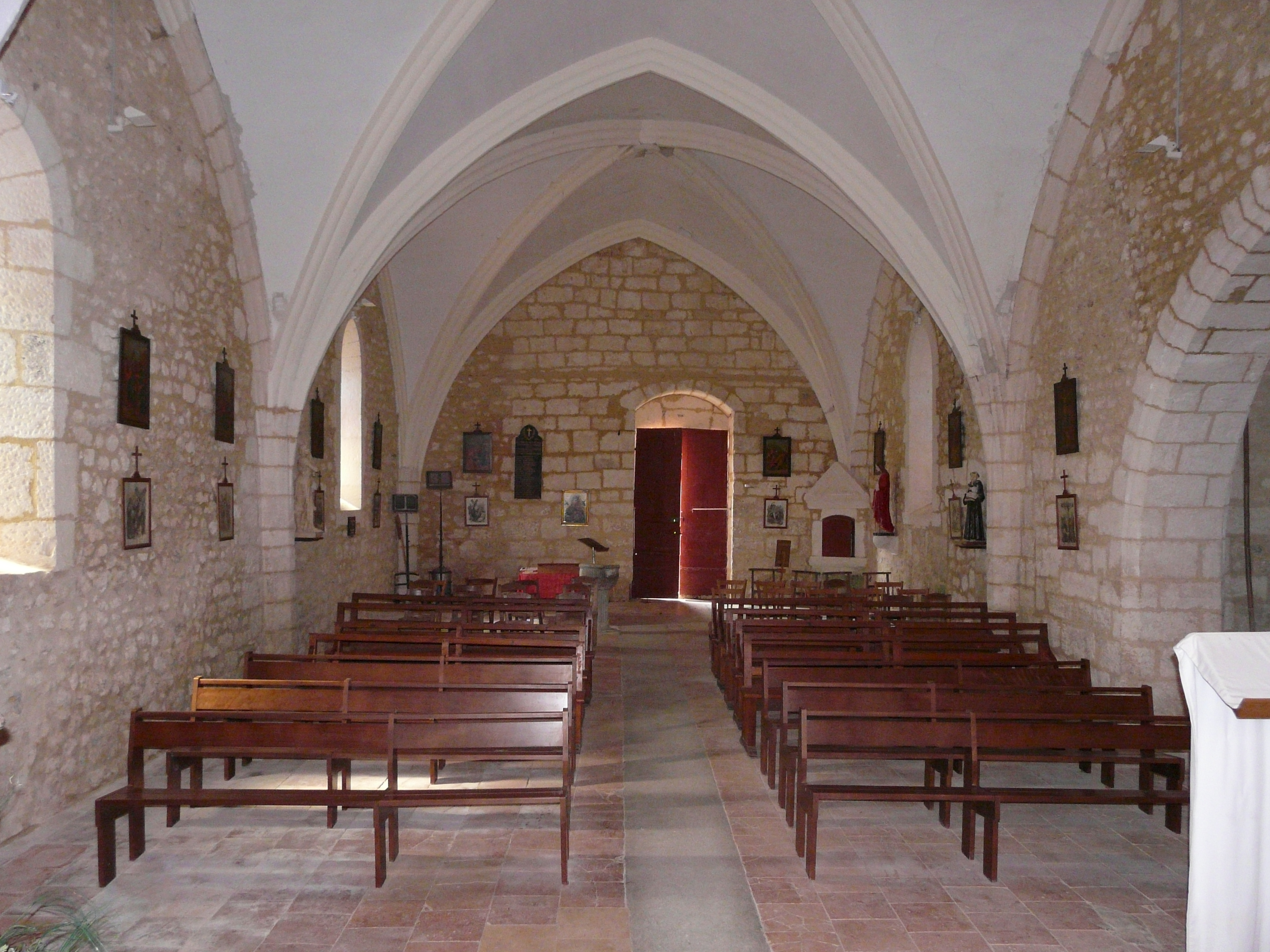
Kirchenschiff
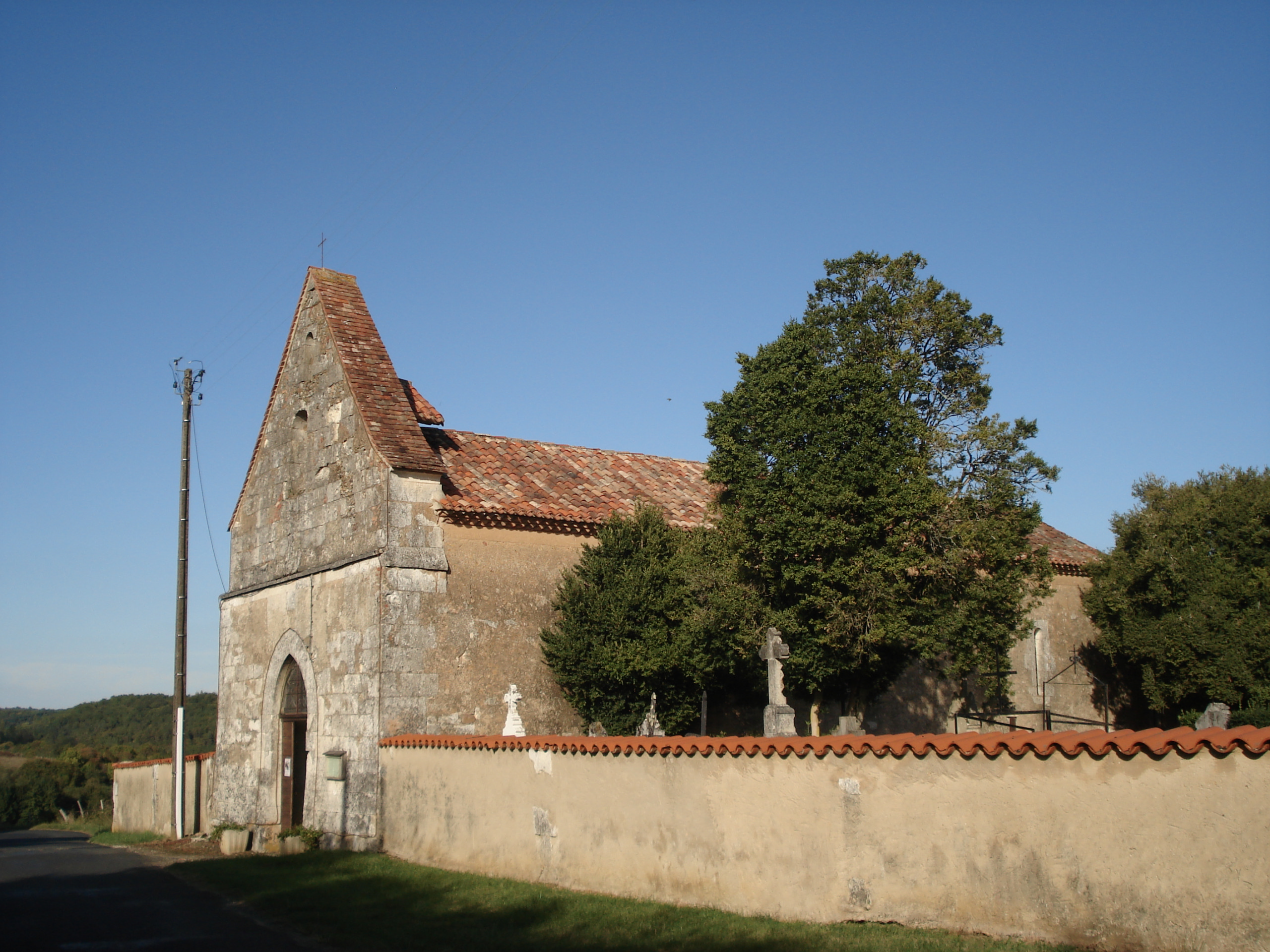
Église Saint Mamet
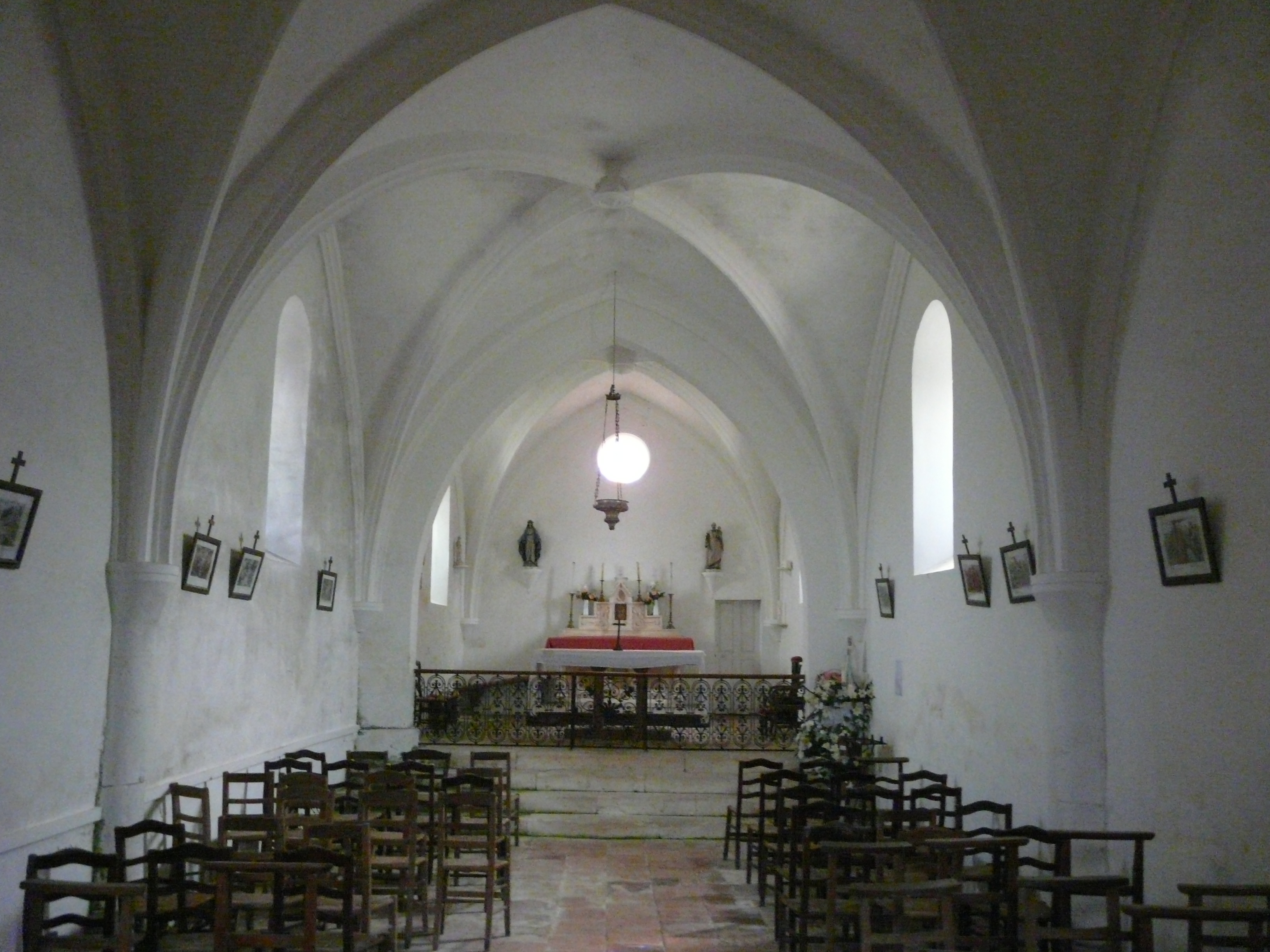
Kirchenschiff
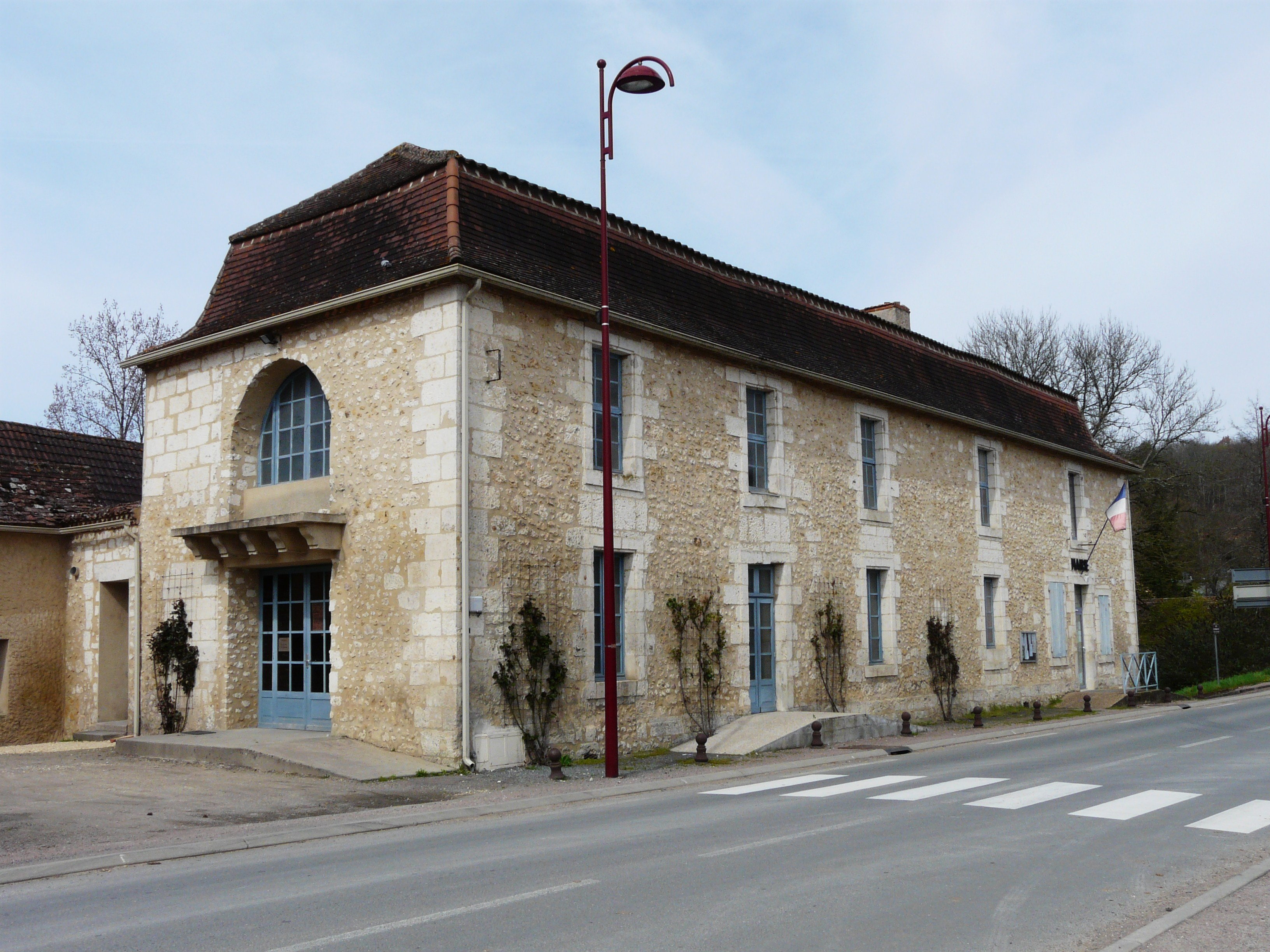
Rathaus (mairie)